# Alan Braxe
Alan Braxe, pseudonimo di Alain Quême (Brax, ...), è un disc jockey e produttore discografico francese, che si occupa di musica elettronica.

## Biografia
Iniziò a lavorare come musicista a Parigi intorno alla metà degli anni novanta, acquisendo col tempo lo status di figura chiave nel panorama della musica elettronica d'Oltralpe ed europea.
Il suo singolo di debutto, Vertigo, venne pubblicato dalla Roulè nel 1997, di cui era collaboratore anche suo cugino Stephan Quême (DJ Falcon). Divenne un successo grazie alla Virgo Edit co-prodotta da Thomas Bangalter dei Daft Punk.
È balzato agli onori delle cronache nel 1998 come componente degli Stardust, progetto del quale facevano parte anche Thomas Bangalter e Benjamin Diamond. Il trio realizzò Music Sounds Better with You, universalmente riconosciuto come uno dei brani di musica house più belli di sempre.
Braxe è anche conosciuto per la sua proficua collaborazione con il bassista electro Fred Falke; gran parte del loro lavoro è presente nella compilation The Upper Cuts del 2005: l'album contiene diversi brani realizzati dal duo, tra cui Palladium, Rubicon ed Intro (Running) ed il singolo realizzato con gli Stardust.
Recentemente ha intrapreso la carriera di remixer "on demand", spesso co-producendo assieme a Falke; alcuni dei suoi lavori sono stati realizzati per Goldfrapp, Röyksopp, Test Icicles, Annie e Shakedown.
Ha una propria etichetta, la Vulture, con la quale realizzato diversi singoli, tra cui Rubicon del 2004.
Il suo pseudonimo nasce dal nome della città francese di Brax nella quale è nato ed ha vissuto per diversi anni. Nel 2008 ha prodotto Addictive e un remix per il gruppo The Orange Lights. L'ultima collaborazione con Fred Falke è stata il remix per i Justice del brano D.A.N.C.E.. Recentemente Fred Falke ha dichiarato in un'intervista che lui e Braxe hanno preso due strade musicali diverse e non ci saranno altre collaborazioni.

## Discografia

### Album
- 2005 - The Upper Cuts

### Singoli ed EP
- 1997 - Vertigo
- 2000 - Intro
- 2002 - Palladium / Penthouse Serenade
- 2003 - In Love with You
- 2003 - Love Lost
- 2004 - Rubicon
- 2007 - Lumberjack
- 2013 - Moments in Time
- 2019 - The Ascent

### Dj Mixes
- 2007 -Vulture Music mixed by Alan Braxe

### Inediti
- 2004[1] - Rubicon (B-side) con campionamento di motore di una Porsche GT II